# Linia kolejowa nr 822
Linia kolejowa 822 – pierwszorzędna, jednotorowa, zelektryfikowana linia kolejowa znaczenia państwowego, łącząca rejon RzB stacji Rzepin i posterunek odgałęźny Drzeńsko.
Linia w całości została zaklasyfikowana do kompleksowej sieci transportowej TEN-T.

## Ruch pociągów
Na całości linii odbywają się zarówno ruch pasażerski dalekobieżny, regionalny, jak i towarowy. Wraz z linią kolejową Jerzmanice Lubuskie – Rzepin RzB umożliwia eksploatowanie stacji Rzepin przez pociągi jadące linią kolejową Wrocław Główny – Szczecin Główny – linia omija stację po jej zachodniej części (Podobny układ torowy tworzą linia kolejowa Warszawa Zachodnia – Kunowice, linia kolejowa Sokołowo Wrzesińskie – Września i linia kolejowa Września – Podstolice w obrębie Wrześni). Przewoźnikami kolejowymi są Polregio oraz PKP Intercity.